# Gabinet Johna Tylera
Gabinet Johna Tylera – został powołany i zaprzysiężony w 1841.

## Skład
| Departament/Funkcja | Zdjęcie | Imię i nazwisko      | Kadencja  |
| ------------------- | ------- | -------------------- | --------- |
| Prezydent           |         | John Tyler           | 1841-1845 |
| Wiceprezydent       |         | vacat                | 1841-1845 |
| Sekretarz stanu     |         | Daniel Webster       | 1841-1843 |
|                     |         | Abel P. Upshur       | 1843–1844 |
|                     |         | John C. Calhoun      | 1844-1845 |
| Skarb               |         | Thomas Ewing         | 1841      |
|                     |         | Walter Forward       | 1841–1843 |
|                     |         | John C. Spencer      | 1843–1844 |
|                     |         | George M. Bibb       | 1844–1845 |
| Wojna               |         | John Bell            | 1841      |
|                     |         | John C. Spencer      | 1841–1843 |
|                     |         | James M. Porter      | 1843–1844 |
|                     |         | William Wilkins      | 1844–1845 |
| Sprawiedliwość      |         | John J. Crittenden   | 1841      |
|                     |         | Hugh S. Legaré       | 1841–1843 |
|                     |         | John Nelson          | 1843–1845 |
| Poczta              |         | Francis Granger      | 1841      |
|                     |         | Charles A. Wickliffe | 1841–1845 |
| Marynarka wojenna   |         | George E. Badger     | 1841      |
|                     |         | Abel P. Upshur       | 1841–1843 |
|                     |         | David Henshaw        | 1843–1844 |
|                     |         | Thomas W. Gilmer     | 1844      |
|                     |         | John Y. Mason        | 1844-1845 |